# 神戸孝夫
神戸 孝夫（かんべ たかお、1955年12月12日 - 2025年2月23日）は、日本のオペラ歌手（テノール）・作曲家・医学博士。

## 人物・来歴
静岡県静岡市葵区出身。国立音楽大学声楽科卒業後ドイツ、イタリア、スイスに留学。喉の研究のために久留米大学医学部にて喉の構造と発声法を研究し、1997年に医学博士号を取得した。
長女の神戸薫子も声楽家。その夫は歌人の佐佐木頼綱。 
2025年、神戸が2月23日に70歳で死去したと佐佐木頼綱が投稿した。

## 作品
加藤周一作詞「さくら横ちょう」に神戸孝夫が曲をつけた通称「三番目のさくら横ちょう」は菊地美奈、佐藤美枝子など数々の有名オペラ歌手にコンサートで歌われている。
また2016年に神戸孝夫作曲、佐佐木幸綱作詞で熊本城讃歌を制作。さわかみオペラ芸術振興財団による熊本城復興コンサートにて娘の神戸薫子が初公開した。

## 出版物
- 『さくら横ちょう 神戸孝夫歌曲集』発声科学会メドフィカ、2012年[3]